# Allium ochotense
Сибірська цибуля, гьоджа (Allium ochotense) — вид рослин з родини амарилісових (Amaryllidaceae); поширений на Далекому Сході Росії й Алеутських островах, на Корейському півострові, в північній і центральній Японії.

## Опис

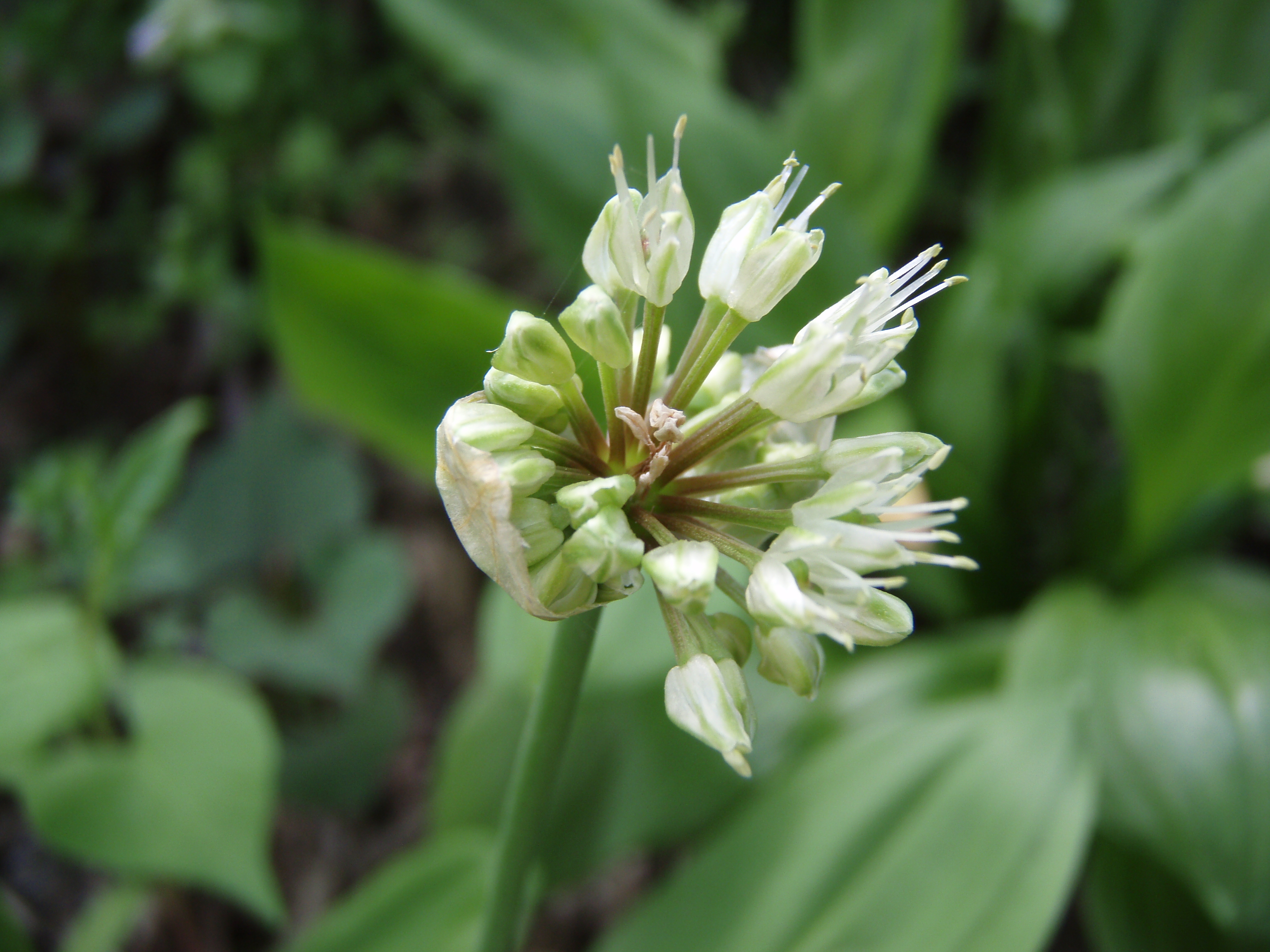
суцвіття

Рослина до 80 см висотою. Цибулин по 1–2 на короткому кореневищі, 5–10 см завдовжки, довгасті, з бурими або сірувато-бурими сітчасто-волокнистими зовнішніми оболонками. Стебло гладке. Листків (1)2–3, завдовжки 12–22 см і 3–9 см ушир, довгасто-овальні або довгасті, на 3–7 см ніжках. Суцвіття кулясте або напівкулясте, багатоквіткове, 3.5–4 см у діаметрі. Оцвітина широко-дзвонова; листочки оцвітини жовтувато-білі або рожеві, 5–7 мм завдовжки, довгасті, тупі або загострені, зовнішні — на 1/3 або злегка коротші від внутрішніх. Коробочка обернено-серцеподібна, ≈ 4 мм завдовжки й 6 мм завширшки, коротша від оцвітини. 2n = 32

## Поширення
Поширений на Далекому Сході Росії й Алеутських островах, на Корейському півострові, в північній і центральній Японії.

## Використання

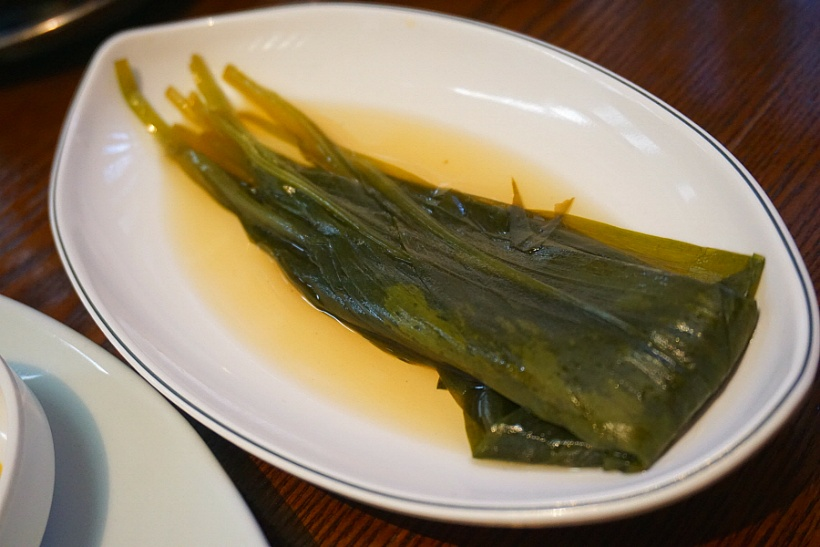
Мариноване листя

Японська назва ギョウジャニンニク／行者葫  означає буквально "(вид) часнику, який гьоджа використовує як їжу"  де гьоджа означає ченця або мирянина, що займається аскетичним тренуванням на відкритому повітрі. Значна частина його популяції зростає в природних заповідниках, тому він вважається дефіцитним сансаєм (овочем, зібраним в дикому вигляді), і має високу ціну на ринку.
Айни традиційно збирають листя (але не цибулину), які подрібнюють і сушать для подальшого використання.  Рослина може використовуватися айнами в пікантному супі, який називається ohaw (яп. オハウ) , або в ratashkep (яп. ラタシケプ) , що можна описати як рагу з кількома інгредієнтами, або страва, де інгредієнти кидають в олію тваринного жиру.
У Японії існує ряд неїстівних або отруйних рослин, які можна помилково прийняти за цю рослину: Veratrum album, Veratrum stamineum, Colchicum autumnale і конвалія.  Вирізняють гьоджа поміж них характерний запах..
У Кореї А. ochotense і А. microdictyon називаються санманеул (산마늘 , "гірський часник"). A. ochotense також називають Улленг санманеул (울릉산마늘 , "Гірський часник острова Улленг"),  поширена назва корейців - міонгі (명이 ) чи міонгінамуль (명이나물 ), оскільки він вважається намульом. Листя та лускату цибулину міонгі найчастіше їдять як гарнір типу намуль або як овоч ссам для самгьосаль (свинячий живіт на грилі). Міонгі також їдять маринованим як гарнір типу джангаджі або використовують як останній інгредієнт дак-гомтангу («суп з курячих кісток»).